# 尾上梅幸

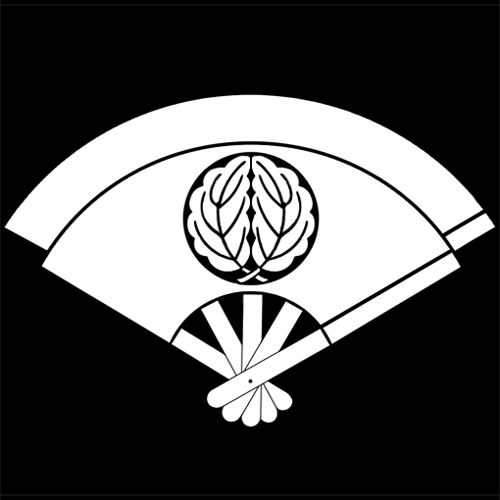
重ね扇に
抱き柏

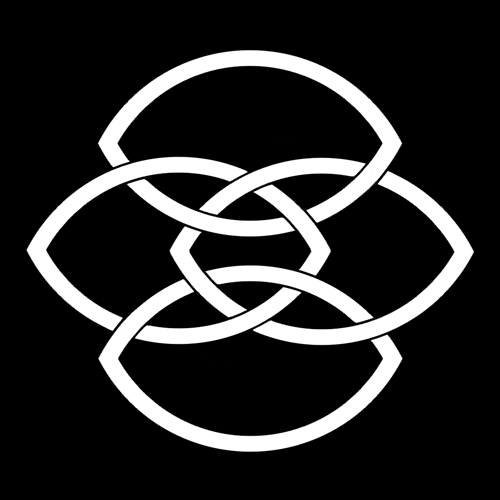
四ツ輪

尾上 梅幸（おのえ ばいこう）は、歌舞伎役者の名跡。屋号は音羽屋。定紋は重ね扇に抱き柏、替紋は四ツ輪。
「梅幸」は初代尾上菊五郎の俳名に由来する。この初代と、二代目、五代目の菊五郎は、それぞれ「梅幸」を俳名としては使ったが、実際にこれを名跡として襲名することはなかった。
- （初　代 尾上梅幸）
  - 京・都万太夫座の芝居茶屋の出方・音羽屋半平の子、1717–1883。
  - 初代尾上菊五郎（俳名：初代梅幸）

- （二代目 尾上梅幸）
  - 初代の後妻の連子、1771–87。実父は二代目大谷廣次。
  - 二代目尾上菊五郎（俳名：二代目梅幸）

- 三代目 尾上梅幸
  - 初代の門弟・初代尾上松助の養子、1784–1849。実父は小伝馬町の建具屋・辰蔵。
  - 尾上新三郎 → 初代尾上榮三郎 → 二代目尾上松助 → 三代目尾上梅幸 → 三代目尾上菊五郎 → 菊屋萬平 → 初代大川橋蔵

- 四代目 尾上梅幸
  - 三代目の長女の婿養子、1808–60。
  - 中村辰蔵 → 中村歌蝶 → 尾上菊枝 → 三代目尾上榮三郎 → 四代目尾上梅幸 → 四代目尾上菊五郎

- （尾上梅幸 ＝ 初代實川延若）
  - 四代目の養子、元芝居茶屋・河内屋庄兵衛の養子、1831–85。実父は大坂の大工。四代目に可愛がられ、養子に迎えられて尾上梅幸を襲名するが、四代目の死後尾上家との関係が悪化し離縁される。よって代々には含めない。
  - 實川延次（井筒屋）→ 初代實川延二郎（井筒屋）→ 尾上梅幸 → 初代實川延若（河内屋）

- （五代目 尾上梅幸）
  - 三代目の次女の子、1844–1903。実父は十二代目市村羽左衛門。
  - 二代目市村九郎右衛門 → 十三代目市村羽左衛門 → 五代目尾上菊五郎（俳名：五代目梅幸）

- 六代目 尾上梅幸
  - 五代目菊五郎の養子、1870–1934。実父は三代目の孫・尾上朝次郎。
  - 西川榮之助 → 初代尾上榮之助 → 五代目尾上榮三郎 → 六代目尾上梅幸

- 七代目 尾上梅幸
  - 六代目菊五郎の養子、1915–95。実父は五代目の隠し子とも、六代目自身だともいわれる。
  - 四代目尾上丑之助 → 三代目尾上菊之助 → 七代目尾上梅幸